# Ральф Клессен
Ральф Клессен (нім. Ralf S. Klessen) — німецький астроном, спеціаліст з зореутворення, професор Гайдельберзького університету, керуючий директор Інституту теоретичної астрофізики і віцедиректор Центру астрономії Гайдельберзького університету.

## Біографія
У 1987—1994 роках вивчав загальну фізику в Мюнхенському технічному університеті. Під час навчання, в 1990—1991 роках був студентом за обміном в Університеті Іллінойсу в Урбана-Шампейн (США).
1995—1998 навчався в аспірантурі в Інституті астрономії Макса Планка та Гайдельберзькому університеті.
У 1998—2000 працював постдоком в Лейденській обсерваторії (Нідерланди), а 2000—2001 — в Університеті Каліфорнії в Санта-Крусі (США).
2002—2006 був керівником дослідницької групи в Астрофізичному інституті Потсдама. 2004 зробив габілітацію в Потсдамському університеті. 2005—2006 працював постійним науковим співробітником Астрофізичного інституту Потсдама.
З 2006 року працює повним професором теоретичної астрофізики в Гайдельберзькому університеті.
Станом на грудень 2022 року Клессен мав 449 рецензованих статей та H-індекс, рівний 90.

## Відзнаки
У 2002 році він став лауреатом премії Людвіга Бірмана Німецького астрономічного товариства на знак визнання його роботи із зореутворення в турбулентному газі.